# Seznam hattricků HC Ocelářů Třinec
Toto je historický přehled hráčů s jedním a více vstřelenými hattricky od sezóny 1995/1996, kteří hráli nebo hrají za klub HC Oceláři Třinec v české hokejové extralize (pouze za klub HC Oceláři Třinec). Tučně jsou označení hráči, kteří jsou v sezóně 2024/2025 aktivní v klubu HC Oceláři Třinec. Aktualizace je po sezoně 2023/2024.

## Počet hattricků
| Počet | Hráč |
| ----- | --- |
| 9x    | Martin Růžička |
| 4x    | Richard Král • Martin Adamský • Jiří Polanský |
| 3x    | Rostislav Martynek • Viktor Ujčík |
| 2x    | David Květoň • Jan Peterek • Jan Marek • Marek Zadina |
| 1x    | Marko Daňo • Libor Hudáček • Ondřej Kovařčík • Tomáš Marcinko • Róbert Tomík • Jaroslav Kudrna • Tomáš Chlubna • Tomáš Plíhal • Václav Pletka • Michal Kovařčík • Vojtěch Polák • Pavel Janků • Marek Melenovský • Matěj Stránský • Marián Kacíř • Petr Zajonc • Wojtek Wolski • Aleš Zima • Petr Jančařík • Ladislav Kohn • Jozef Daňo • Ľubomír Sekeráš |

### Přehled hattricků v jednotlivých sezónách
| 1995/1996                    |                                                                            |     |
| Richard Král a Petr Zajonc   | HC Poldi Kladno - HC Železárny Třinec 7 : 10                               | zde |
| Marek Zadina                 | HC Železárny Třinec - HC Sparta Praha 7 : 5                                | zde |
| 1996/1997                    |                                                                            |     |
| Richard Král                 | HC Olomouc – HC Železárny Třinec 1 : 7                                     | zde |
| Marián Kacíř                 | AC ZPS Zlín – HC Železárny Třinec 4 : 3                                    | zde |
| Richard Král                 | HC Železárny Třinec – AC ZPS Zlín 8 : 3                                    | zde |
| 1997/1998                    |                                                                            |     |
| Ľubomír Sekeráš              | HC Becherovka Karlovy Vary – HC Železárny Třinec 1 : 5                     | zde |
| 1998/1999                    |                                                                            |     |
| Viktor Ujčík                 | HC Železárny Třinec – HC Velvana Kladno 7 : 3                              | zde |
| Aleš Zima                    | HC Železárny Třinec - HC ZPS Barum Zlín 7 : 0                              | zde |
| Tomáš Chlubna                | HC Železárny Třinec – HC Dukla Jihlava 4 : 3                               | zde |
| Viktor Ujčík                 | HC Železárny Třinec - HC ZPS Barum Zlín 5 : 1 (3 utkání semifinále)        | zde |
| 1999/2000                    |                                                                            |     |
| Richard Král                 | HC Oceláři Třinec – HC Velvana Kladno 7 : 2                                | zde |
| Jozef Daňo                   | HC Oceláři Třinec – HC Keramika Plzeň 4 : 3                                | zde |
| 2000/2001                    |                                                                            |     |
| Viktor Ujčík                 | HC Oceláři Třinec – HC Vagnerplast Kladno 7 : 3                            | zde |
| 2001/2002                    |                                                                            |     |
| Pavel Janků                  | HC Keramika Plzeň - HC Oceláři Třinec 6 : 8                                | zde |
| 2002/2003                    |                                                                            |     |
| Jan Marek                    | HC Oceláři Třinec - HC Vsetín 10 : 4                                       | zde |
| Jan Marek                    | HC Havířov - HC Oceláři Třinec 1 : 7                                       | zde |
| Václav Pletka                | HC Oceláři Třinec - HC Energie Karlovy Vary 4 : 4 PP                       | zde |
| Marek Zadina a Petr Jančařík | HC Oceláři Třinec - HC Energie Karlovy Vary 9 : 3                          | zde |
| 2003/2004                    |                                                                            |     |
| Marek Melenovský             | HC Oceláři Třinec - HC Chemopetrol Litvínov 6 : 3                          | zde |
| 2004/2005                    |                                                                            |     |
| Jan Peterek                  | HC Oceláři Třinec – HC JME Znojemští Orli 4 : 5 (4 branky)                 | zde |
| 2005/2006                    |                                                                            |     |
| Jiří Polanský                | HC Oceláři Třinec - HC Rabat Kladno 5 : 2                                  | zde |
| Jaroslav Kudrna              | HC Oceláři Třinec - HC Sparta Praha 5 : 4                                  | zde |
| 2006/2007                    |                                                                            |     |
| Rostislav Martynek           | HC Oceláři Třinec - HC Moeller Pardubice 7 : 5                             | zde |
| Rostislav Martynek           | HC Oceláři Třinec - Vsetínská hokejová 5 : 1                               | zde |
| 2007/2008                    |                                                                            |     |
| Jan Peterek                  | HC Oceláři Třinec – RI Okna Zlín 8 : 2                                     | zde |
| Rostislav Martynek           | HC Moeller Pardubice – HC Oceláři Třinec 4 : 5                             | zde |
| 2008/2009                    |                                                                            |     |
| Róbert Tomík                 | Bílí Tygři Liberec - HC Oceláři Třinec 1 : 3                               | zde |
| Vojtěch Polák                | HC Slavia Praha - HC Oceláři Třinec 5 : 4                                  | zde |
| 2009/2010                    |                                                                            |     |
| nikdo                        |                                                                            |     |
| 2010/2011                    |                                                                            |     |
| Martin Růžička               | HC Oceláři Třinec – HC Vagnerplast Kladno 7 : 3                            | zde |
| Ladislav Kohn                | HC Slavia Praha – HC Oceláři Třinec – HC Slavia Praha 4 : 3 SN             | zde |
| Martin Růžička               | HC Oceláři Třinec – HC Slavia Praha 6 : 1 (5 utkání semifinále) (4 branky) | zde |
| 2011/2012                    |                                                                            |     |
| nikdo                        |                                                                            |     |
| 2012/2013                    |                                                                            |     |
| Martin Růžička               | HC Oceláři Třinec - HC Motor České Budějovice 5 : 0                        | zde |
| David Květoň                 | HC Slavia Praha - HC Oceláři Třinec 5 : 6 SN                               | zde |
| Martin Růžička               | HC Oceláři Třinec - HC Energie Karlovy Vary 7 : 3                          | zde |
| Martin Růžička               | HC Oceláři Třinec - HC Kometa Brno 5 : 2                                   | zde |
| David Květoň                 | HC Oceláři Třinec - Piráti Chomutov 6 : 4                                  | zde |
| Martin Adamský               | HC Sparta Praha – HC Oceláři Třinec 5 : 4 SN (4 utkání čtvrtfinále)        | zde |
| 2013/2014                    |                                                                            |     |
| Jiří Polanský                | HC Oceláři Třinec - Piráti Chomutov 6 : 4                                  | zde |
| Martin Adamský               | HC Sparta Praha - HC Oceláři Třinec 8 : 3                                  | zde |
| Jiří Polanský                | HC Oceláři Třinec - Mountfield HK 3 : 0                                    | zde |
| Martin Růžička               | HC Oceláři Třinec - HC Kometa Brno 10 : 2                                  | zde |
| Martin Růžička               | HC Dynamo Pardubice - HC Oceláři Třinec 7 : 5                              | zde |
| 2014/2015                    |                                                                            |     |
| Tomáš Plíhal                 | HC Oceláři Třinec - HC Olomouc 6 : 1                                       | zde |
| Martin Adamský               | HC Oceláři Třinec - Mountfield HK 6 : 0                                    | zde |
| Martin Adamský               | HC Oceláři Třinec - HC Škoda Plzeň 4 : 1                                   | zde |
| Jiří Polanský                | HC Kometa Brno - HC Oceláři Třinec 3 : 4 SN (4 branky)                     | zde |
| 2015/2016                    |                                                                            |     |
| nikdo                        |                                                                            |     |
| 2016/2017                    |                                                                            |     |
| Martin Růžička               | HC Vítkovice Steel - HC Oceláři Třinec 0 : 5                               | zde |
| 2017/2018                    |                                                                            |     |
| Martin Růžička               | HC Oceláři Třinec - HC Kometa Brno 4 : 1                                   | zde |
| Ondřej Kovařčík              | HC Oceláři Třinec - HC Dynamo Pardubice 8 : 1 (7 utkání čtvrtfinále)       | zde |
| 2018/2019                    |                                                                            |     |
| nikdo                        |                                                                            |     |
| 2019/2020                    |                                                                            |     |
| Tomáš Marcinko               | HC Oceláři Třinec - Rytíři Kladno 6 : 2                                    | zde |
| Wojtek Wolski                | PSG Berani Zlín - HC Oceláři Třinec 2 : 4                                  | zde |
| 2020/2021                    |                                                                            |     |
| Matěj Stránský               | HC Energie Karlovy Vary - HC Oceláři Třinec 2 : 7                          | zde |
| Michal Kovařčík              | HC Oceláři Třinec - PSG Berani Zlín 5 : 2                                  | zde |
| 2021/2022                    |                                                                            |     |
| nikdo                        |                                                                            |     |
| 2022/2023                    |                                                                            |     |
| Marko Daňo                   | HC Oceláři Třinec - HC Verva Litvínov 4 : 1 (čistý hetrick)                | zde |
| Libor Hudáček                | HC Oceláři Třinec - Rytíři Kladno 8 : 0                                    | zde |
| 2023/2024                    |                                                                            |     |
| nikdo                        |                                                                            |     |
| 2024/2025                    |                                                                            |     |
| nikdo                        |                                                                            |     |